# Henry Purcell
 Der er for få eller ingen kildehenvisninger i denne artikel, hvilket er et problem. Du kan hjælpe ved at angive troværdige kilder til de påstande, som fremføres i artiklen.

Henry Purcell (født ca. 10. september 1659, død 21. november 1695) var en engelsk komponist.
Som attenårig blev han udnævnt til komponist for Kongens Violiner og skulle skrive for strygeorkester.
Han var en de de største engelske komponister. Han skrev 38 operaer, alle til engelske tekster. Dido og Aeneas fra 1689  er bevaret. Han skrev kirkemusik, verdslige vokalværker og instrumentalmusik.
Desuden Distressed Innocence, Abdelazer, The Married Beau, King Arthur, Dioclesian, The Fairy Queen, The Indian Queen, The Tempest, Ode on St. Cecilia's Day To Birthday Odes for Queen Mary fra 1692, My heart is inditing, Chacony, Music for a While 1692.

## Liv og virke

### Baggrund
Purcell blev født i Westminster. Hans onkel fik ham ind i sangkoret i det kongelige kapel, da han var blot ti år, og der lærte han at synge og skrive musik. Det ældste af hans værker, man kender til, er en ode til kongens fødselsdag i 1670. Allerede i dette værk kommer noget af hans storhed frem gennem brugen af de klare baslinjer og en overordnede klange, som skulle forblive hans varemærke.

### Karriere
I 1676 fik han stillingen som organist ved Westminster Abbey, blot 17 år gammel. Samme år skrev han musik til stykkerne Aurenge-Zebe af John Dryden, og Epsom Wells og The Libertine. Året efter satte han musik til tragedien Abdelazar af Aphra Behn, og i 1678 komponerede han musik for en ny version af et Shakespeare-stykke.
Han komponerede også et af dronningen selv bestilt anthem i tilknytning til, at dronning Maria II af England døde i 1694. Fanfaren blev skrevet således, at den kunne spilles samtidig med at heroldene kundgjorde dødsfaldet således, at deres oplæsning af dødsbudskabet fremstod som en del af musikværket. Den blev derved en af de mest fantasifulde fanfarer, som blev spillet i London.
Purcell komponerede en række operaer, hvor han særlig er inspireret af Claudio Monteverdi, som døde blot 16 år før Purcells fødsel. Purcell mødte nogen modstand i sin inspiration fra særlig franske, spanske og italienske komponister, eftersom disse var blandt Englands ærkerivaler.
Purcell døde blot 36 år gammel. Han efterlod sig en enke og tre børn. Konen udgav senere en række af hans værker posthumt.